# Рогосия
Рогосия (серб. Рашића Гај / Rašića Gaj) — село в общине Власеница Республики Сербской Боснии и Герцеговины. В настоящее время село необитаемо.